# Tomáš Jurčo
Tomáš Jurčo (* 28. prosinec 1992, Košice) je slovenský profesionální hokejový útočník hrající za tým HC Rudá hvězda Kunlun v ruské nejvyšší lize KHL.

## Hráčská kariéra
Jurčo je odchovancem košického hokeje. V roce 2009 odešel do zámoří, kde v juniorské soutěži QMJHL působil v týmu Saint John Sea Dogs. V premiérové sezoně (2009/2010) v dresu Saint John nastoupil včetně play off na 85 zápasů a na konto si připsal 68 bodů (33 + 35). V sezóně 2010/2011, ve které jeho tým získal Memorial Cup, odehrál v základní části 61 zápasů a přispěl 31 brankami a 25 asistencemi, ve vyřazovací části v 19 zápasech získal 18 bodů (6 + 12). V roce 2011 byl ve vstupním draftu NHL vybrán ve druhém kole z celkového 35. místa klubem Detroit Red Wings. V srpnu 2012 podepsal s Detroitem tříletou nováčkovskou smlouvu. Sezónu 2012/2013 odehrál ve farmářské AHL v klubu Grand Rapids Griffins. V roce 2017 byl Jurčo vyměněn do Chicago Blackhawks za pozici v třetím kole NHL Draftu 2018. Před sezonou 2019/20 podepsal jako volný agent jednoletou smlouvu s Edmonton Oilers. Kvůli zdravotním problémům odehrál za Oilers pouze 12 utkání a v říjnu 2020 podepsal roční smlouvu s Vegas Golden Knights.

## Ocenění a úspěchy
- 2011 CHL – Top Prospects Game
- 2012 MSJ – Top tří hráčů v týmu
- 2013 AHL – Nejlepší střelec v playoff jako nováček

## Prvenství

### NHL
- Debut – 15. prosince 2013 (Detroit Red Wings proti Tampa Bay Lightning)
- První gól – 17. prosince 2013 (Detroit Red Wings proti Anaheim Ducks, švýcarskému brankáři Jonas Hiller)
- První asistence – 21. prosince 2013 (Detroit Red Wings proti Toronto Maple Leafs)

### KHL
- Debut – 16. listopadu 2021 (HK Soči proti Barys Nur-Sultan)
- První asistence – 23. listopadu 2021 (Barys Nur-Sultan proti HK Dinamo Minsk)
- První gól – 27. listopadu 2021 (Barys Nur-Sultan proti HK Viťaz, ruskému brankáři Ilja Ezhov)

## Klubové statistiky
| Sezóna       | Klub                     | Soutěž       |     | Základní část | Základní část | Základní část | Základní část | Základní část |    | Play off | Play off | Play off | Play off | Play off |
| Sezóna       | Klub                     | Soutěž       | Z   | G             | A             | B             | TM            | Z             | G  | A        | B        | TM       |          |          |
| 2009/10      | Saint John Sea Dogs      | QMJHL        | 64  | 26            | 25            | 51            | 24            | 21            | 7  | 10       | 17       | 8        |          |          |
| 2010/11      | Saint John Sea Dogs      | QMJHL        | 60  | 31            | 25            | 56            | 17            | 19            | 6  | 12       | 18       | 8        |          |          |
| 2011/12      | Saint John Sea Dogs      | QMJHL        | 48  | 30            | 38            | 68            | 37            | 16            | 13 | 16       | 29       | 12       |          |          |
| 2012/13      | Grand Rapids Griffins    | AHL          | 74  | 14            | 14            | 28            | 22            | 24            | 8  | 6        | 14       | 21       |          |          |
| 2013/14      | Grand Rapids Griffins    | AHL          | 32  | 13            | 19            | 32            | 14            | 8             | 5  | 2        | 7        | 11       |          |          |
| 2013/14      | Detroit Red Wings        | NHL          | 36  | 8             | 7             | 15            | 14            | 3             | 0  | 0        | 0        | 0        |          |          |
| 2014/15      | Detroit Red Wings        | NHL          | 63  | 3             | 15            | 18            | 14            | 7             | 1  | 1        | 2        | 2        |          |          |
| 2015/16      | Grand Rapids Griffins    | AHL          | 5   | 5             | 4             | 9             | 4             | —             | —  | —        | —        | —        |          |          |
| 2015/16      | Detroit Red Wings        | NHL          | 44  | 4             | 2             | 6             | 16            | —             | —  | —        | —        | —        |          |          |
| 2016/17      | Detroit Red Wings        | NHL          | 16  | 0             | 0             | 0             | 2             | —             | —  | —        | —        | —        |          |          |
| 2016/17      | Chicago Blackhawks       | NHL          | 13  | 1             | 0             | 1             | 2             | —             | —  | —        | —        | —        |          |          |
| 2017/18      | Chicago Blackhawks       | NHL          | 29  | 6             | 4             | 10            | 12            | —             | —  | —        | —        | —        |          |          |
| 2017/18      | Rockford IceHogs         | AHL          | 36  | 13            | 12            | 25            | 38            | —             | —  | —        | —        | —        |          |          |
| 2018/19      | Springfield Thunderbirds | AHL          | 14  | 4             | 6             | 10            | 8             | —             | —  | —        | —        | —        |          |          |
| 2018/19      | Charlotte Checkers       | AHL          | 19  | 8             | 9             | 17            | 14            | 18            | 7  | 11       | 18       | 18       |          |          |
| 2019/20      | Edmonton Oilers          | NHL          | 12  | 0             | 2             | 2             | 4             | —             | —  | —        | —        | —        |          |          |
| 2019/20      | Bakersfield Condors      | AHL          | 8   | 4             | 3             | 7             | 10            | —             | —  | —        | —        | —        |          |          |
| 2020/21      | Vegas Golden Knights     | NHL          | 8   | 0             | 1             | 1             | 0             | —             | —  | —        | —        | —        |          |          |
| 2020/21      | Henderson Silver Knights | AHL          | 22  | 4             | 7             | 11            | 21            | 4             | 1  | 1        | 2        | 2        |          |          |
| 2021/22      | Barys Nur-Sultan         | KHL          | 17  | 3             | 8             | 11            | 30            | 5             | 2  | 0        | 2        | 4        |          |          |
| 2022/23      | Rudá hvězda Kunlun       | KHL          | 32  | 10            | 15            | 25            | 16            | —             | —  | —        | —        | —        |          |          |
| 2023/24      | HC Davos                 | NLA          | 17  | 6             | 3             | 9             | 6             | —             | —  | —        | —        | —        |          |          |
| 2023/24      | Avangard Omsk            | KHL          | 21  | 8             | 8             | 16            | 2             | 12            | 3  | 2        | 5        | 8        |          |          |
| Celkem v NHL | Celkem v NHL             | Celkem v NHL | 221 | 22            | 31            | 53            | 64            | 10            | 1  | 1        | 2        | 2        |          |          |

## Reprezentace
| Rok                       | Tým                       | Soutěž                    | Z  | G | A  | B  | TM |
| ------------------------- | ------------------------- | ------------------------- | -- | - | -- | -- | -- |
| 2009                      | Slovensko 18              | MS-18                     | 6  | 2 | 3  | 5  | 2  |
| 2011                      | Slovensko 20              | MSJ                       | 6  | 1 | 0  | 1  | 0  |
| 2012                      | Slovensko 20              | MSJ                       | 5  | 1 | 7  | 8  | 4  |
| 2014                      | Slovensko                 | OH                        | 4  | 1 | 0  | 1  | 2  |
| 2015                      | Slovensko                 | MS                        | 5  | 0 | 1  | 1  | 0  |
| 2016                      | Slovensko                 | MS                        | 7  | 2 | 3  | 5  | 0  |
| 2018                      | Slovensko                 | MS                        | 7  | 4 | 1  | 5  | 8  |
| 2022                      | Slovensko                 | OH                        | 7  | 1 | 1  | 2  | 2  |
| Juniorská kariéra celkově | Juniorská kariéra celkově | Juniorská kariéra celkově | 17 | 4 | 10 | 14 | 6  |
| Seniorská kariéra celkově | Seniorská kariéra celkově | Seniorská kariéra celkově | 30 | 8 | 6  | 14 | 12 |